# خرمال ألبي
خرمال ألبي (الاسم العلمي: Diospyros alpina) هو نوع من النباتات يتبع جنس الخرمال من الفصيلة الأبنوسية.